# Trévou-Tréguignec
Trévou-Tréguignec település Franciaországban, Côtes-d’Armor megyében. Lakosainak száma 1581 fő (2022. január 1.). Trévou-Tréguignec Camlez, Penvénan és Trélévern községekkel határos.

## Népesség
A település népessége az elmúlt években az alábbi módon változott:
| Lakosok száma | 1059 | 1266 | 1210 | 1414 | 1355 | 1318 | 1387 | 1483 | 1522 | 1581 |
|               | 1968 | 1982 | 1990 | 2006 | 2013 | 2015 | 2017 | 2019 | 2020 | 2022 |